# China Today
China Today, (in cinese: 今日中国, in lingua italiana Cina Oggi), conosciuto precedentemente come La Cina ricostruisce (in cinese: 中国建设), è una rivista di attualità mensile cinese.

## Storia
China Today venne fondato nel 1949 da Soong Ching-ling insieme al giornalista ebreo-polacco naturalizzato cinese Israel Epstein. Viene pubblicato in ben sette lingue; infatti, oltre al cinese, ci sono le edizioni in inglese, spagnolo, francese, arabo, tedesco e dal 2010 anche in turco. La rivista ha assunto l'attuale nome nel 1990.

## Caratteristiche
La rivista esce la prima settimana di ogni mese. La linea editoriale della rivista è quella di promuovere l'immagine del popolo cinese dando una visione positiva della Cina e del suo governo ai popoli al di fuori della Cina. Ogni numero è dedicato principalmente ad approfondire un aspetto della crescente modernizzazione e dell'irrefrenabile sviluppo cinese dovuti alla politica intrapresa da Deng Xiaoping a partire dal dicembre 1978. Ad esempio il numero del maggio del 2009 era interamente dedicato all'Expo 2010 di Shanghai.